# باد برمی‌خیزد
باد برمی‌خیزد (ژاپنی: 風立ちぬ هپبورن: Kaze Tachinu)  یک فیلم سینمایی انیمیشنی ژاپنی، محصول ۲۰۱۳ و در ژانر درام تاریخی است که هایائو میازاکی کارگردانی و نویسندگی آن را برعهده داشته‌است و تولید استودیو جیبوری می‌باشد. این فیلم بر اساس مانگایی با عنوان مشابه است که آن هم بر اساس داستانی کوتاه از تاتسوئو هوری، نویسنده، شاعر و مترجم قرن بیستم ژاپن است. باد وزیدن گرفته، زندگی‌نامه‌ای تخیلی از جیرو هوریکوشی است که طراح میتسوبیشی ای۵ام (نمایش‌داده‌شده در فیلم) و نسخه مشهور بعدی‌اش، میتسوبیشی ای۶ام زیرو محسوب می‌شود. هر دوی این‌ها، هواپیماهایی جنگی بودند که امپراتوری ژاپن در جنگ جهانی دوم استفاده می‌کرد.
میازاکی اعلام کرده‌است که این اثر آخر به عنوان کارگردان اصلی پیش از بازنشستگی است. توهو این فیلم را در ۲۰ ژوئیهٔ ۲۰۱۳ در ژاپن به نمایش درآورد، و تاچ‌استون پیکچرز نمایش آن را در ۲۱ فوریه ۲۰۱۴ بر عهده داشت.

## داستان
این فیلم بر مبنای زندگی جیرو هوریکوشی طراح هواپیماهای جنگنده زیرو در جنگ جهانی دوم - که در حمله به پرل هاربر استفاده شد - ساخته شده و بر دورانی متمرکز است که ژاپن با رکود اقتصادی، شیوع بیماری‌های مسری و بلایای طبیعی دست و پنجه نرم می‌کرد…

## جوایز
- نامزد بهترین فیلم پویانمایی هشتاد و ششمین دوره جوایز اسکار (۲۰۱۴)